# Месохора
Вижте пояснителната страница за други значения на Вичища.
Месохо̀ра (на гръцки: Μεσοχώρα) или Вициста, до 1928 г. носи старото си име Вициста (на гръцки: Βυτσίστα), е село в дем Пили. Селото отстои на 73 km от Трикала и се намира на централния път, свързващ Тесалия с Епир, преди да навлезе в долината на Аспропотамос.
Вициста е село на арматоли по османско време. Към 25 август 1881 г., когато е присъединено към Кралство Гърция по силата на Цариградския договор, е най-голямото село в района. През 1943 г. за кратко Месохора е седалище на щаба на ЕЛАС.